# Shrek (filmová série)
Shrek je filmová série studia DreamWorks Animation založená na knize Williama Steiga Shrek!. První film Shrek měl premiéru v roce 2001. Série zahrnuje čtyři filmy, tři krátké filmy a videohry. K sérii se řadí i dva antologické filmy o významné postavě Kocouru v botách. Dále také spin-off krátkometrážní díl o Kocouru v botách

## Filmy
- Shrek (2001)
- Shrek 2 (2004)
- Shrek Třetí (2007)
- Shrek: Zvonec a konec (2010)
- Shrek 4-D (2003)
- Shrekoleda (2007), vánoční speciál navazující na třetí díl
- Scared Shrekless (2010) halloweenský speciál navazující na čtvrtý díl
- Kocour v botách (2011), film pojednávající o životě postavy Kocoura v botách
- Kocour v botách: Tři ďáblíci (2012), spin-off krátkometrážní díl o Kocouru v botách
- Kocour v botách: Poslední přání (2022), pokračování Kocoura v botách

## Děj
Série pojednává o zeleném zlobrovi jménem Shrek. V prvním díle pozná svou životní lásku princeznu Fionu, ve druhém díle se vydají na návštěvu Fioniných rodičů, ve třetím se jim narodí potomci. Vánoční speciál Shrekoleda navazuje na třetí díl a zobrazuje jejich vánoční zážitky.